# San Martín de Grazanes
San Martín de Grazanes (en asturiano y oficialmente: Samartín de Grazanes) es una parroquia del concejo de Cangas de Onís, (Principado de Asturias, España). En 2020 contaba con una población de 155 habitantes (INE 2020) repartidos en un total de 192 viviendas.
El lugar de Soto de la Ensertal parece ser que ha sido agregado a la parroquia de Con.
En el pueblo de San Martín se encuentra la iglesia parroquial, del siglo XII, de estilo románico. La antigua Casa Rectoral está, debido a su abandono por parte del obispado, totalmente en ruinas. 
En el sitio conocido como La Torre se encuentran los restos de una fortificación cuyos orígenes datan de los tiempos de la reconquista, las guerras contra los moros. 
La parroquia es eminentemente ganadera, aunque debido a su situación, con unas vistas privilegiadas sobre los Picos de Europa, de cuya comarca forma parte, últimamente (2005) empieza a despuntar el turismo rural y de ocio.
Año 2006.Una vez aprobados los Planes de Ordenación Urbana, San Martín de Grazanes y otros lugares de la Parroquia, como Beceña, están cambiando en poco tiempo de ser idilico/bucolicos lugares a núcleos de ocio "verde" y especulación urbanística. Lo que antes era un lugar solo agrícola y ganadero se está transformando en sitio de segunda residencia para gentes venidas incluso del extranjero.

## Entidades de población
La parroquia cuenta con las siguientes entidades de población (entre paréntesis la toponimia asturiana oficial en asturiano según el Instituto Nacional de Estadística):
- Beceña, lugar
- Cuerres
- Llenín, lugar
- San Martín, lugar (Samartín)
- Tárano, lugar (Tárañu)
- Villaverde, lugar